# Ganisher Kholmurodov
Ganisher Kholmurodov es un jugador de fútbol de Uzbekistán que juega en la posición de portero y lleva el dorsal número 12. Él juega en el Mash'al Mubarek, equipo de la primera división de Uzbekistán. Nació el 29 de noviembre de 1994, tiene 16 años y también juega en el combinado sub-17 de Uzbekistán, dónde ha jugado dos partidos. En el Mundial sub-17 de México 2011, ha participado en dos ocasiones. Un partido lo perdió 4-1 y en el otro ganaron 1-2.